# Svjetsko prvenstvo u košarci – SAD 2002.
Svjetska košarkaško prvenstvo 2002. održalo se u Indianapolisu u SAD-u od 28. kolovoza do 8. rujna 2002. godine.
Ostat će zapamćeno po prvim porazima u povijesti jedne NBA-postave od ne-NBA postava (Argentina, SCG, Španjolska).

## Konačni poredak
1. SR Jugoslavija
2. Argentina
3. Njemačka
4. Novi Zeland
5. Španjolska
6. SAD
7. Portoriko
8. Brazil
9. Turska
10. Rusija
11. Angola
12. NR Kina
13. Kanada
14. Venezuela
15. Alžir
16. Libanon

Najbolja prva petorica prvenstva:
- Yao Ming,  NR Kina
- Pero Cameron,  Novi Zeland
- Dirk Nowitzki,  Njemačka
- Predrag Stojaković,  SR Jugoslavija
- Emanuel Ginóbili,  Argentina